# غاري هبيز
غاري هبيز (بالإنجليزية: Gary Hibbs)‏ هو لاعب كرة قدم بريطاني، ولد في 26 يناير 1957 في هامرسميث في المملكة المتحدة. لعب مع نادي ألدرشوت ونادي ليتون أورينت.